# Marjorie Taylor Greene
Marjorie Taylor Greene (Milledgeville, 27 maggio 1974) è una politica e imprenditrice statunitense, membro repubblicano della Camera dei rappresentanti per lo Stato della Georgia dal 2021.
È nota per avere dato credito alla teoria del complotto QAnon, già circolante in ambienti alt-right, da lei sostenuta attraverso un video su Facebook. Sui social network si è distinta come una delle più accese sostenitrici di Donald Trump. Prima di candidarsi al Congresso, ha sostenuto le richieste di giustiziare importanti politici del Partito Democratico, tra cui Hillary Clinton e Barack Obama. In qualità di parlamentare del Congresso, ha equiparato il Partito Democratico ai nazisti e ha paragonato le misure di sicurezza del COVID-19 alla persecuzione degli ebrei durante l'Olocausto, un paragone di cui in seguito si è scusata. Durante l'invasione russa dell'Ucraina del 2022, Greene ha promosso la propaganda russa e ha elogiato Vladimir Putin. Pochi giorni dopo l'insediamento di Joe Biden, ha presentato contro di lui richieste di impeachment per presunto abuso di potere. Greene si identifica come una nazionalista cristiana.

## Biografia

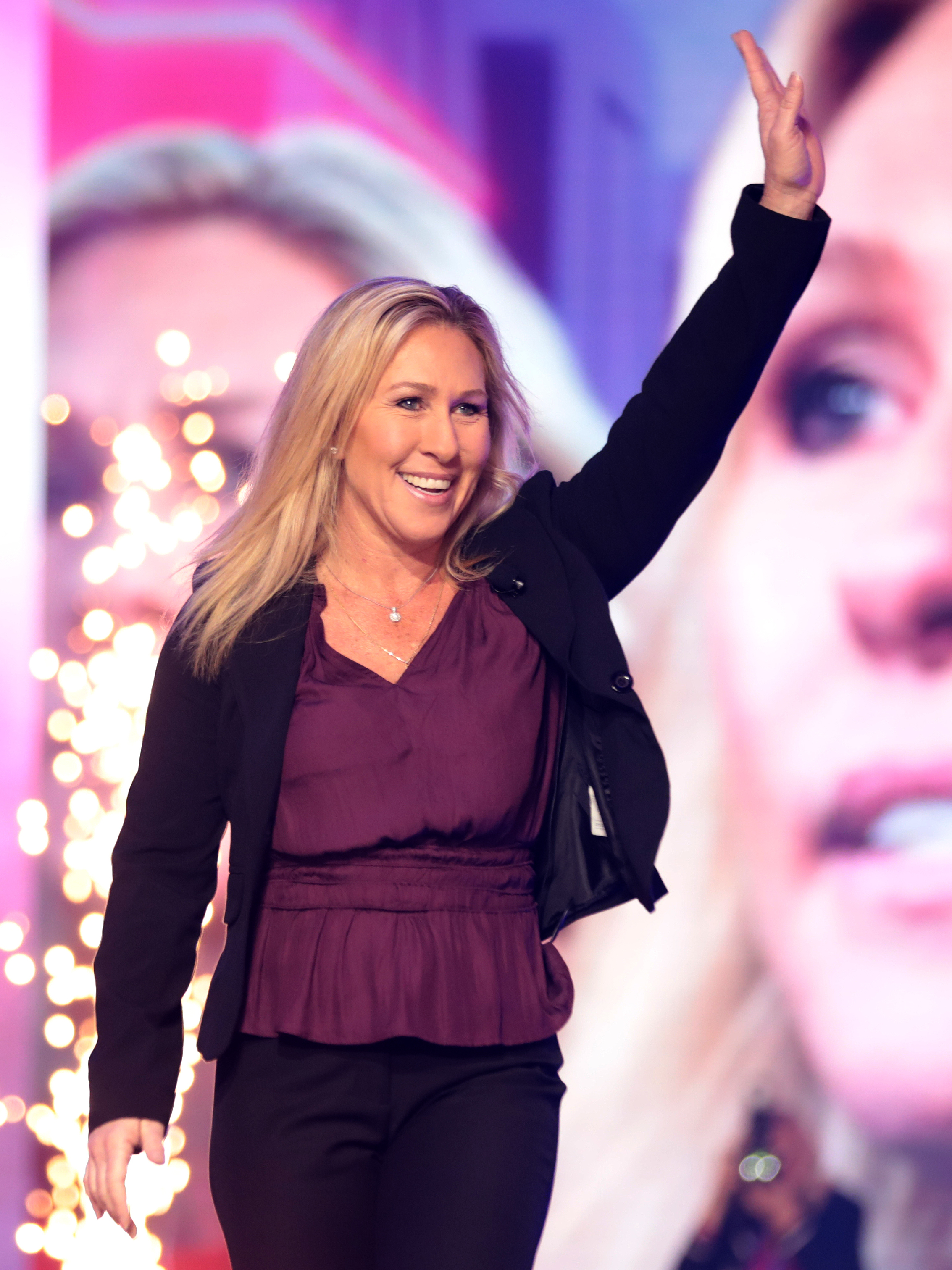
Marjorie Taylor Greene

Nata a Milledgeville, in Georgia, si è diplomata presso la Forsyth High School di Cumming, e si è laureata all'Università della Georgia in economia aziendale. Proprietaria con il marito di una società di costruzioni, la Taylor Commercial, ha fondato e gestito una palestra, CrossFit, poi venduta nel 2016. Greene si è candidata nel 2020 inizialmente nel 6º distretto congressuale della Georgia, ma ha poi spostato la sua campagna nel 14º distretto dopo che l'allora deputato Tom Graves ha annunciato che non si sarebbe candidato alla rielezione.
Nei giorni prima delle elezioni primarie, Facebook ha rimosso un video di Greene per aver violato i suoi termini di servizio. Nel video teneva in mano un fucile stile AR-15 e ammoniva i "terroristi" di "stare alla larga dalla Georgia nordoccidentale". Greene è arrivata prima alle elezioni primarie e ha affrontato John Cowan al ballottaggio, ottenendo la nomination l'11 agosto per il 14º distretto che è da sempre fortemente a maggioranza repubblicana, nel 2016 Donald Trump vi aveva ottenuto il 75% dei voti, la sua ottava migliore prestazione nella nazione. Il giorno dopo la vittoria del ballottaggio di Greene, Trump le ha twittato il suo sostegno, descrivendola come una "futura star repubblicana" che "è forte su tutto e non si arrende mai - un vero VINCITORE!".
Inizialmente Greene avrebbe dovuto affrontare lo specialista IT democratico Kevin Van Ausdal. Tuttavia, l'11 settembre 2020, Van Ausdal si è ritirato dalla gara. Ciò ha lasciato Greene senza opposizione per le elezioni generali dove è stata eletta con il 74,8% dei voti. È la seconda donna repubblicana a rappresentare la Georgia al Congresso degli Stati Uniti dopo Karen Handel.
Greene è stata uno dei 139 rappresentanti che hanno contestato i risultati delle elezioni presidenziali statunitensi del 2020 al Congresso il 7 gennaio 2021, il giorno dopo l'assalto al Campidoglio degli Stati Uniti. Dopo aver affermato che Donald Trump era stato eletto in maniera schiacciante ma le elezioni gli erano state rubate, nel gennaio 2021 Greene ha presentato proposte di impeachment contro il presidente Joe Biden il giorno dopo il suo insediamento, accusandolo di abuso di potere.
In seguito al suo continuo e reiterato sostegno a teorie complottiste come QAnon e "Stop the Steal", a numerosi commenti razzisti e antisemiti e all'incitamento alla violenza contro gli avversari politici, auspicando anche l'esecuzione di Nancy Pelosi, il 4 febbraio 2021 è stata estromessa dai suoi incarichi nelle commissioni sull'educazione e l'economia della Camera, in base ad una mozione votata da tutti i rappresentanti democratici e undici repubblicani.
In ragione del suo ruolo nelle attività illecite dell'Epifania 2021 a Washington, una Corte della Georgia ha esaminato l'applicabilità del "Insurrectionist Disqualification Clause" nei suoi confronti: il ricorso, che metteva in dubbio la sua candidatura per la rielezione alla Camera, è stato alla fine respinto
Il 4 febbraio 2021, la Camera dei Rappresentanti degli Stati Uniti ha votato per rimuovere Greene da tutti i ruoli della commissione in risposta alle sue approvazioni della violenza politica. Undici repubblicani si sono uniti ai democratici unanimi nel voto. Greene è stata nominata a nuovi ruoli di comitato nel gennaio 2023. Nel giugno 2023, Greene è stata espulsa dal conservatore "House Freedom Caucus" dopo aver insultato la deputata Lauren Boebert. L'8 maggio 2024 Greene ha tentato senza successo di estromettere Mike Johnson dal suo ruolo di presidente della Camera dei Rappresentanti.

### Sostegno alle teorie del complotto
Greene ha espresso sostegno a teorie del complotto di estrema destra confutate e screditate, tra cui Pizzagate, QAnon, sparatorie considerate come mezzo per il Congresso per legiferare sul controllo delle armi, teorie del complotto e la "Clinton Kill List". In particolare Greene ha sostenuto la teoria del complotto di estrema destra QAnon, affermando nei video pubblicati nel 2017 su Facebook che "valeva la pena ascoltare" quelle teorie. Ha pubblicato 57 articoli trovati negli archivi del sito web American Truth Seeker. In seguito Greene ha cercato di prendere le distanze dalla teoria del complotto, rifiutando l'etichetta di essere una "candidata QAnon". Aveva dichiarato in un video: "C'è un'opportunità unica nella vita di portare fuori questa cabala globale di pedofili adoratori di Satana, e penso che abbiamo il presidente per farlo".

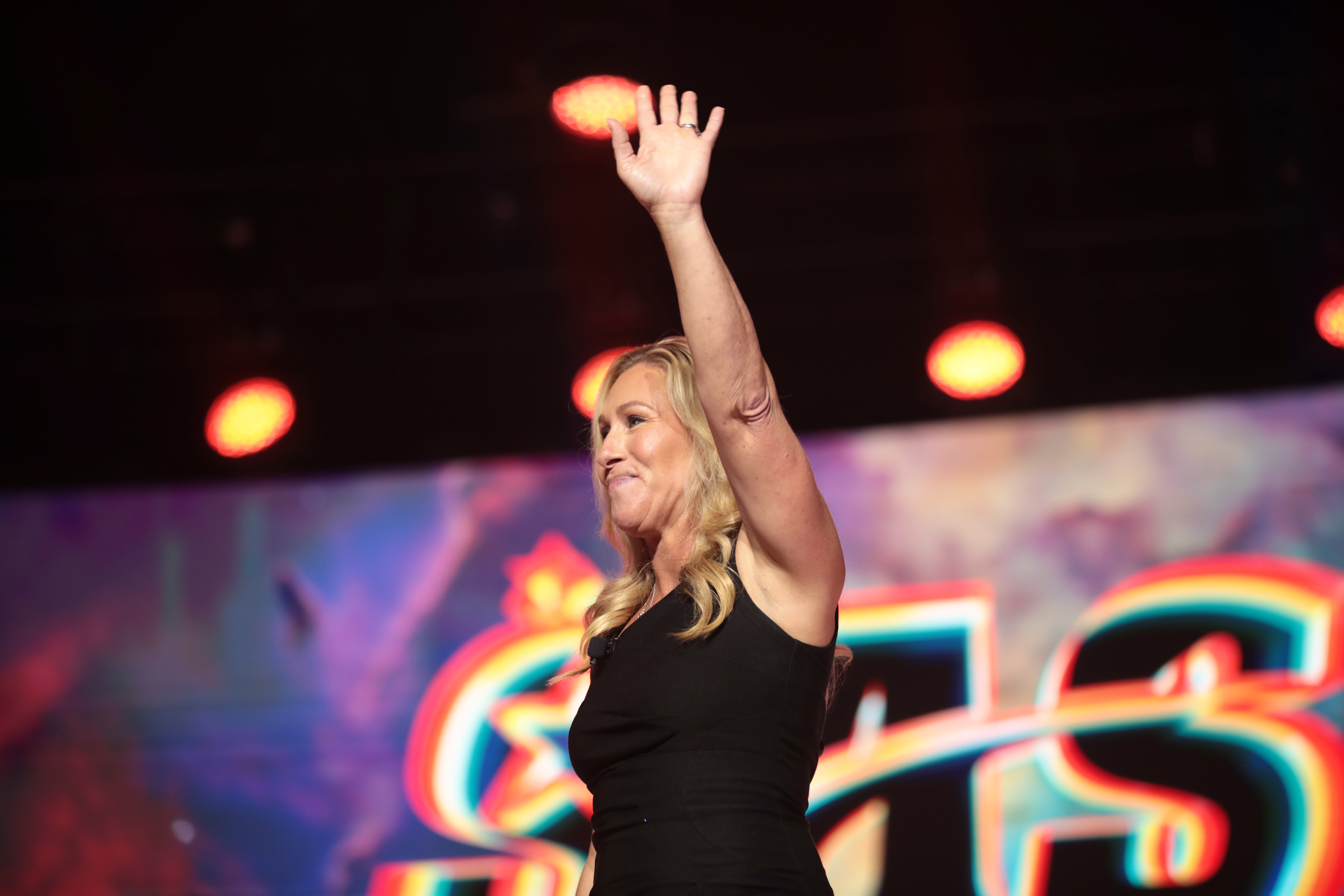
Marjorie Taylor Greene

In un video del 2017 pubblicato su Facebook, Greene aveva espresso dubbi sul fatto che l'autore della sparatoria a Las Vegas del 2017 avesse agito da solo. Aveva anche definito George Soros, uomo d'affari ebreo e sopravvissuto all'Olocausto, un nazista. Dopo le elezioni di medio termine del 2018, Greene aveva dichiarato che le elezioni di Ilhan Omar e Rashida Tlaib facevano parte di "un'invasione islamica del nostro governo".
Dopo il primo turno di votazioni nelle elezioni del 2020, Politico ha ripubblicato i video di Greene in cui esprimeva opinioni razziste, antisemite e islamofobiche. I video sono stati successivamente condannati dai membri del Congresso Kevin McCarthy e Steve Scalise e hanno ricevuto critiche dai media.
Il 3 settembre 2020 Greene ha postato sulla sua pagina Facebook un'immagine raffigurante se stessa con in mano un fucile AR-15 accanto a un collage di immagini delle donne del Partito Democratico al Congresso Alexandria Ocasio-Cortez, Ilhan Omar e Rashida Tlaib. Greene ha affermato che era tempo che i repubblicani "attaccassero questi socialisti che vogliono fare a pezzi il nostro Paese". La presidente della Camera Nancy Pelosi ha denunciato quell'iniziativa come una "pericolosa minaccia di violenza" e Ilhan Omar ha chiesto che l'immagine fosse cancellata. Facebook l'ha cancellata il giorno seguente per aver violato le sue politiche sull'incitamento alla violenza, spingendo Greene a sostenere che i Democratici stavano "cercando di cancellarmi prima ancora che avessi prestato giuramento".
Fece inoltre molto scalpore la pubblicazione di un video in cui la Greene inseguiva per strada l'attivista David Hogg, un sopravvissuto al Massacro alla Marjory Stoneman Douglas High School e sostenitore di un maggior controllo sulle armi da fuoco, accusandolo di essere finanziato da Soros e informandolo di avere un'arma addosso; le parole ed i comportamenti di Greene furono denunciati da numerosi siti d'informazione e condannati pubblicamente dai deputati democratici. Nel 2023 ha espresso posizioni di negazione del cambiamento climatico.
Il 21 aprile 2025, poche ore dopo l'annuncio della scomparsa di Papa Francesco, Greene è stata oggetto di forti critiche per il messaggio diffuso tramite un tweet: Today there were major shifts in global leaderships. Evil is being defeated by the hand of God. (Oggi ci sono stati grandi cambiamenti nella leadership globale. Il male viene sconfitto per mano di Dio). La Greene viene infatti accusata, anche da alcuni dei suoi sostenitori, di festeggiare la scomparsa.

## Vita privata
Nel 1995 ha sposato Perry Green e la coppia ha tre figli. Dal 2002 i Green sono proprietari di Taylor Commercial, una società di costruzioni con sede ad Alpharetta, in Georgia, dove lei ha vissuto prima di trasferirsi nella contea di Paulding. Nel settembre 2022 il marito ha fatto istanza di divorzio, sostenendo che il matrimonio era "irrimediabilmente rotto". Il divorzio è stato definito il 22 dicembre 2022.
Nel 2023, dopo il divorzio da Perry Greene, Greene ha iniziato a frequentare Brian Glenn, direttore della programmazione della Right Side Broadcasting Network.